# Koninklijke Militaire Academie
A Academia Militar Real (em neerlandês:  Koninklijke Militaire Academie, abreviada para KMA) é uma instituição de ensino superior e de pesquisa científica localizada na cidade de Breda, nos Países Baixos. Fundada em 1826, durante o Reino Unido dos Países Baixos, a KMA é a academia militar do Exército Real Neerlandês e da Força Aérea Real Neerlandesa, e forma futuros oficiais desde sua fundação.

## História
A Academia Militar Real foi fundada em 29 de maio de 1826 por decreto real pelo rei Guilherme I, após este ter transferido a Escola de Artilharia de Delft Artillerie- en Genieschool para Breda, cidade localizada na parte central do país. No mesmo ano, ele cedeu o Castelo de Breda à KMA. Aproximadamente um ano e meio depois, seu filho, o príncipe Frederico abriu o primeiro curso da Academia Militar Real. Em 24 de novembro 1828, a KMA abriu suas portas aos primeiros cadetes e no mesmo ano eles entraram no campo de treinamento da academia.

## Ensino
A KMA oferece um programa de estudos que dura quatro ou cinco anos, dependendo da especialização escolhida pelo cadete. Ao graduarem-se, os cadetes recebem o grau de bacharel e são comissionados no Exército Real Neerlandês ou na Força Aérea Real Neerlandesa. A KMA também oferece um curso de curta duração de um ano e meio para oficiais. O treinamento dos oficiais da Marinha Real Neerlandesa e do Corpo de Fuzileiros Navais Neerlandeses é feito principalmente pelo Real Colégio Naval Neerlandês em Den Helder. O campus tem cerca de um quilômetro quadrado.